# Carex vixdentata
Carex vixdentata är en halvgräsart som först beskrevs av Georg Kükenthal, och fick sitt nu gällande namn av Gerald A. Wheeler. Carex vixdentata ingår i släktet starrar, och familjen halvgräs. Inga underarter finns listade i Catalogue of Life.